# Fanny Edelman
Fanny Jacovkis (San Francisco, Còrdova, 27 de febrer de 1911 - Buenos Aires, 1 de novembre de 2011), més coneguda com a Fanny Edelman, va ser una política argentina que va participar com a voluntària a l'organització Socors Roig Internacional en defensa de la Segona República Espanyola. Va ser presidenta del Partit Comunista de l'Argentina (PCA) fins al dia de la seva mort.

## Biografia
Filla d'immigrants jueus russos i polonesos que van arribar a l'Argentina a començament del segle xx, va cursar els estudis primaris en una escola de San Francisco. Després que el seu pare telegrafista fos acomiadat del lloc de treball, la seva família es va mudar primer a Vila General Belgrano i després a Buenos Aires, on va ingressar al Conservatori Nacional. El 1925 va entrar a treballar en un taller tèxtil, tot i que més tard exerciria com a mestra de música.
Després del cop d'estat de 1930 perpetrat pel general José Félix Uriburu, va començar a reunir-se amb el seu marit a la casa de l'artista Fabio Hebequer amb un grup d'intel·lectuals, entre els quals es trobaven Leónidas Barletta i Álvaro Yunque, que la van convèncer d'afiliar-se al PCA el 1934. Així va ajudar els presos polítics de la dictadura d'Uriburu a través de la seva participació a Socors Roig Internacional.
A la fi de 1936, va contreure matrimoni amb Bernardo Edelman, després de participar en una vaga del gremi de la construcció i de les primeres col·lectes a favor de la Segona República Espanyola. El setembre de 1937, va arribar a València al costat del seu marit que es va enrolar a les Brigades Internacionals mentre ella participava a Socors Roig Internacional. Allí va conèixer a Miguel Hernández i Antonio Machado, aquest últim va col·laborar amb el matrimoni durant una campanya d'alfabetització dirigida als soldats. Després de l'avanç de les forces feixistes, va haver de fugir cap a Barcelona per a després tornar a l'Argentina el maig de 1938. Edelman a ser una de les més actives organitzadores de la Unió Argentina de Dones (1936 i 1947) i la Junta de la Victòria (1941).
Posteriorment, Edelman va participar en altres campanyes internacionals, com la de la Unió Soviètica durant la Segona Guerra Mundial, a favor de la República Popular de la Xina, Portugal, Nicaragua, Vietnam i de suport a el govern socialista de Salvador Allende a Xile. El 1972, en representació de la Unió de Dones de l'Argentina, va assumir la direcció de la Federació Democràtica Internacional de Dones des d'on va defensar els drets de les dones i dels treballadors davant l'avanç de les dictadures militars a Llatinoamèrica. A través d'aquesta organització, va realitzar diversos seminaris a Amèrica Llatina, Àsia i l'Àfrica, i va impulsar l'Any Internacional de la Dona el 1975 i la Trobada de l'Organització de les Nacions Unides a Nairobi el mateix any. En la seva lluita pels drets humans, durant la dictadura argentina de 1976-1983, va presentar uns dos-cents testimonis de familiars i víctimes de la repressió davant la Comissió de Drets Humans de les Nacions Unides el 1978 a Ginebra. Va conèixer al Che Guevara quan aquest presidia el Banc Central de Cuba i tingué diverses trobades amb Fidel Castro i Vilma Espín.
Edelman presidia el Comitè Central del PCA i dirigia una càtedra lliure de gènere a la seu del partit. El 24 de febrer de 2011, amb motiu del seu centè aniversari, se li va realitzar un homenatge al Teatre Nacional Cervantes, de què van participar diverses organitzacions socials i personalitats polítiques. Va morir a Buenos Aires l'1 de novembre de 2011.

## Obra publicada
- Banderas, pasiones, camaradas (1996)
- Feminismo y marxismo: conversación con Claudia Korol (2001)[9]

## Reconeixements
- Orde d'Ana Betancourt (1974), lliurada per la Federació de Dones Cubanes.[10]
- Personalitat Destacada dels Drets Humans (2009), lliurada per la Legislatura de la Ciutat de Buenos Aires.
- Segell Commemoratiu 50è Aniversari de la Federació de Dones Cubanes (2011).
- Orde de José Martí (2011), lliurada per la República de Cuba.[11]